# Герб на Кърджали
Гербът на Кърджали е създаден на 29 декември 1969 г.
Гербът присъства като елемент в огърлицата на кмета на община Кърджали като символ на изпълнителната власт, присъства като елемент на знамето на община Кърджали, на официалния печат на община Кърджали, на почетния знак на община Кърджали, на значката на Кърджали, на удостоверения и грамоти за заслуги към община Кърджали.
Променен с Наредба за символите на Община Кърджали приета на заседание на Общински съвет Кърджали с Решение № 153 по Протокол № 10 от 30.06.2020 г.

## Композиция
Гербът на Кърджали е символ, който изразява идентичността на общината. Върху хералдически щит със златен цвят са изобразени: в горната част е изписано името на общината, под него в правоъгълна форма е изобразено слънцето, а в долната половина на щита е изобразена фигурата на лъв. На лента под основата на герба е изписан девизът на Кърджали „Почитай миналото, гради бъдещето“.